# Filippo de Commynes
Philippe de Commynes, o de Commines, italianizzato in Filippo di Comines (Hazebrouck, 1445 o 1447 – Châteauroux, 18 ottobre 1511), è stato un politico francese di origine fiamminga.

## Origini familiari e biografia
Figlio di Colard II de la Clyte, signore di Renescure, balivo della contea delle Fiandre, Philippe de Commynes nacque nel castello di Renescure, presso Hazebrouck tra il 1445 e il 1447. Nel 1464 iniziò la sua carriera alla corte di Borgogna come scudiero di Carlo, conte di Charolais, il futuro Carlo il Temerario. Continuò i suoi servizi presso la corte borgognona fino al 1472. Prese parte alla Lega del bene pubblico contro Luigi XI e alle campagne di Carlo contro Liegi, compiendo delicate missioni diplomatiche a Calais, in Bretagna e in Castiglia. Avvicinatosi a Luigi XI durante le trattative che condussero al trattato di Péronne (1468), la notte tra il 7 e l'8 agosto 1472 abbandonò la corte borgognona, e raggiunse il re di Francia, al cui servizio rimase fino alla morte.
Lautamente ricompensato dal suo nuovo sovrano (ne ebbe il principato di Talmont, larghe sovvenzioni in denaro, che gli permisero di acquistare nel 1473, al momento del suo matrimonio con Hélene de Chambes, la signoria di Argenton, cariche pubbliche, rendite e signorie minori), Commynes fu molto vicino a Luigi XI e, nonostante brevi periodi di oscuramento nel favore regio, lo servì in delicate mansioni: negli intrighi contro il duca di Borgogna, nelle trattative con gli Inglesi, nei rapporti con gli stati italiani (compì un primo viaggio in Italia nel 1478). Ma il favore reale gli venne meno con la morte di Luigi XI. Legatosi al duca d'Orléans, in aperta opposizione alla reggente Anna di Beaujeu e compromessosi in un complotto, Commynes venne arrestato, rinchiuso per cinque mesi nel castello di Loches, processato e condannato nel 1489 a dieci anni di reclusione. La successiva riconciliazione tra il duca d'Orléans e Carlo VIII gli permise di rientrare a corte e di prendere nuovamente parte alla vita politica del paese, ma Commynes non riuscì a recuperare l'influenza perduta. Carlo VIII lo condusse con sé in Italia; si servì di lui soprattutto per trattare con la repubblica di Venezia; ma consigli ed esortazioni del Commynes - ostile alla campagna d'Italia - caddero spesso nel vuoto. Luigi XII si servì ancora occasionalmente di Commynes, ma gli ultimi anni della sua vita, più che da grandi incarichi pubblici, furono riempiti da piccole beghe private. Morì il 18 ottobre 1511 nel castello di Argenton.
Nel momento di forzato abbandono della politica attiva, Commynes cominciò i Mémoires, redatti per la prima parte (libri I-VI) tra il 1489 e il 1491, e continuati poi per la seconda (libri VII-VIII) tra il 1495 e il 1498. Grazie a questi libri viene considerato uno dei padri degli storici moderni, grazie alla sua obiettività ed alla profondità psicologica dei suoi personaggi posti in relazione con i fatti politici in un gioco di cause, effetti, previsioni.

## Pensiero
Commynes si rese conto della svolta epocale del suo tempo, segnata dalla frantumazione della cristianità e dell'inutilità delle soluzioni basate sulla forza, come evidenziò la guerra dei cento anni. Ad un incoraggiamento della prudenza nella politica estera, Commynes auspicò, sul piano interno, un'introduzione degli stati generali tipici ormai del parlamento inglese. La Provvidenza, infine, pare all'autore un elemento fondamentale per valutare le ragioni dei forti ed i torti dei vinti.

## Opere

### Edizioni delle Memorie
- (FR)  Les Mémoires de messire Philippe de Commines, Chevalier, Seigneur d'Argenton: sur les principaux faicts, et gestes de Louis onziéme et de Charles huictiéme, son fils, Roys de France, par Denis Sauvage, Paris 1552.
- (FR)  Mémoires, édition critique par Joël Blanchard, tome I : Introduction, édition des livres I à VIII ; tome II : Variantes, notes, glossaire, index analytique, index des lieux et personnes, Genève, Droz, coll. « Textes littéraires français » (n.585), 2007, CLXXII-1754 p. (ISBN 978-2-600-01080-1, 978-2-600-01122-8 et 978-2-600-01123-5.
- (FR)  Mémoires, Introduzione, edizione, note e indice di Joël Blanchard, con la collaborazione di Michel Quereuil per il glossario, Paris, Librairie générale française, coll. « Le Livre de poche / Lettres gothiques » (n. 4564), 2001, pp.894, ISBN 2-253-06677-X.
- (FR)  Mémoires, traduzione di J. Blanchard, Paris, Pocket Agora, 2004, 2e éd. 2009.
- (FR)  Mémoires, testo integrale bilingue (testo originale, traduzione e note di Jean Dufournet), 3 voll., GF Flammarion, Paris, 2007.
- (IT)  Mémoires, trad. it. Memorie, Introduzione, trad. e curatela di Maria Clotilde Daviso di Charvensod, Collezione Scrittori di Storia n.7, Torino, Einaudi, 1960.
- (IT)  Le memorie di Filippo di Comines, Cavaliero, & Sig. d'Argentone; intorno alle azzion principali de' due Rè di Francia, Ludovico Undicesimo & Carlo Ottavo, trad. it. di Lorenzo Conti, Brescia, Bartolomeo Fontana, 1613. (versione on line su Gallica)

### Epistolario
- Lettres, éd. critique par J. Blanchard, Genève, Droz, 2001.